# Isabelle Viéville-Degeorges
 (avril 2015).
Œuvres principales
- Baudelaire, clandestin de lui-même (2004)
- Edgar Allan Poe (2010)
- Pourquoi elle ? La France par ceux qui l'ont désirée (2015)

Isabelle Vieville Degeorges est une écrivaine française, également chroniqueuse, biographe, traductrice et directrice de collection. 

## Biographie
Son premier ouvrage, Baudelaire clandestin de lui-même paru en 2004 sera réédité en 2011. Elle sera invitée à parler de la vie du poète, entre autres sur France-Culture dans l'émission "La compagnie des auteurs" en 2016 et au musée de la vie de Bruxelles à l'occasion de l'exposition Baudelaire ><Bruxelles en février 2018.   
Entre 2006 et 2011, elle collabore sous la direction de Florent Georgesco à La Revue littéraire des Éditions Léo Scheer pour chroniquer les livres de, entre autres, Robert Goolrick, Carlos Fuentes, Ian McEwan, Julian Barnes, Antoni Casas Ros, Michel Le Bris, Alain Fleischer, Alain Mabanckou...
Edgar Allan Poe, paru aux éditions Léo Scheer en 2010, se nourrit de l'étude de sources anglo-saxonnes non traduites en français et d'un voyage sur les principaux lieux de la vie de l'écrivain.
Spécialiste en littérature anglo-saxonne, elle prend de 2012 jusqu’en 2014 la direction de la collection des éditions Archipoche (groupe éditions de l'archipel) consacrée aux œuvres de langue anglaise du XIXe et début du XXe siècle. Outre les textes de Charles Dickens, Wilkie Collins et des sœurs Brontë, elle redécouvre, retraduit et préface des romans méconnus de Frances Trollope, Amelia Opie ou Mary Webb.
S’interrogeant sur son rapport à la France elle mène auprès d’étrangers vivant en France une enquête parue en avril 2015 aux éditions Plein Jour Pourquoi Elle ? La France par ceux qui l’ont désirée. Elle y confie "Je suis française, je suis étrangère. (...) j'ai grandi depuis l'âge de trois ans dans l'Afrique noire des années soixante, soixante-dix".
Isabelle Vieville Degeorges est membre de la société des gens de lettres[réf. nécessaire].

## Œuvres
- Baudelaire : Clandestin de lui-même, Paris, Page après page, 2004, 256 p. (ISBN 978-2-84764-014-4)
- Edgar Allan Poe : biographie, Paris, Editions Léo Scheer, 2010, 144 p. (ISBN 978-2-7561-0234-4)
- Baudelaire : clandestin de lui-même, Paris, Editions Léo Scheer, 2011, 248 p. (ISBN 978-2-7561-0354-9)
- Pourquoi Elle? : La France vue par ceux qui l'ont désirée, Paris, Plein Jour, 2015, 160 p. (ISBN 978-2-37067-006-9)

Ouvrages édités chez Archipoche en tant que directrice de collection
- Agnès Grey d'Anne Brontë (Préface)
- Le Secret de Wilkie Collins (Retraduction et préface)
- La Trace du serpent de Mary Elizabeth Braddon (Retraduction et préface)
- La Dame du manoir de Wildfell Hall d'Anne Brontë (Préface)
- La Renarde de Mary Webb (Préface)
- Adeline Mowbray d'Amelia Opie (Retraduction et préface)
- Lady Barberina d'Henry James (Préface de Catherine Rihoit)
- Villette de Charlotte Brontë(Préface).
- Pierre de lune de Wilkie Collins (Retraduction et préface)
- La Bienfaitrice d'Elizabeth von Arnim (Préface. Retraduction de Géraldine Barbe)
- Les Grandes Espérances de Charles Dickens (Retraduction et Préface)
- Silas Marner de George Eliot (Préface)
- La Veuve Barnaby de Frances Trollope (Préface. Retraduction de Géraldine Barbe)
- Le Secret de Lady Audley de Mary Elizabeth Braddon (Préface. Retraduction de Charlotte Robert)
- Bleak House de Charles Dickens (Préface de François Rivière Retraduction de Géraldine Barbe et Clémence Hérout)
- La Dame en blanc de Wilkie Collins (Préface. Retraduction d'Arthur Degeorges)
- Shirley de Charlotte Brontë (Préface)
- Ruth de Elizabeth Gaskell (Retraduction de Manon Malais)
- L’Héritage Belton d'Anthony Trollope (Préface. Retraduction de Charlotte Robert)
- Père d'Elizabeth von Arnim (Préface de Catherine Rihoit)

## Accueil critique
- « On n'a pas tout écrit sur Edgar Allan Poe, on ne l'avait jamais fait de cette façon là, fracassante et intime tout à la fois, lumineuse et pourtant implacable, Stéphanie des Horts, Valeurs actuelles du 20 mai 2010[9] ».
- « L'auteur de ce brillant essai nous montre aussi que, conscient de la légende qui se formait autour de lui, l'amateur de mauvais lieux et de femmes fatales ne songeait qu'à être une pure volonté toujours en mouvement" au service de son œuvre - François Rivière - Le Figaro du 5 janvier 2012[10] ».
- « J’ai lu des biographies et continue à en lire : certaines très détaillées, d’autres qui sont davantage des essais biographiques où l’auteur, tout en s’appuyant sur des éléments précis, mène une réflexion personnelle, je pense notamment à celles d’André Maurois ou dernièrement au Charles Baudelaire clandestin de lui-même d’Isabelle Viéville Degeorges - Ariane Charton- l'art de la biographie - avril 2012[11] ».
- « Le livre d'Isabelle Viéville Degeorges complète aussi les biographies précédentes en s'arrêtant sur des étapes de la vie du poète souvent traitées rapidement et qui lui semblent au contraire importantes. Ariane Charton - My Boox[12] ».

## Divers
- Isabelle Vieville Degeorges a été filmée en 2007 par le cinéaste Gérard Courant dans le cadre de son Cinématon no 2155[13]
- Baudelaire, clandestin de lui-même a inspiré les paroles de l'album Irrémédiable du groupe de death metal Misanthrope.